# Rineloricaria lima
Rineloricaria lima är en fiskart som först beskrevs av Kner, 1853.  Rineloricaria lima ingår i släktet Rineloricaria och familjen Loricariidae. IUCN kategoriserar arten globalt som otillräckligt studerad. Inga underarter finns listade i Catalogue of Life.